# Federico Rauch

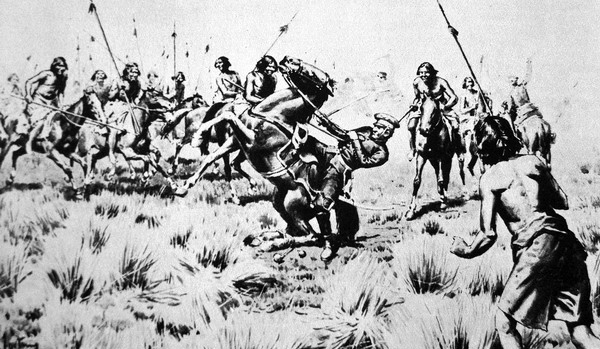
Tod von Coronel Rauch von F. Fortuny

Friedrich Guillermo „Federico“ Rauch (* 9. August 1790 in Weinheim, Kurpfalz; † 28. März 1829 in Las Vizcacheras, Argentinien) war ein deutscher Oberst, der aktiv in den argentinischen Bürgerkriegen und in den Feldzügen gegen die Indigenen Völker mitwirkte, welche die argentinischen Regierungen um 1830 vollzog.
Rauch starb während einer Schlacht beim Ort Las Vizcacheras in der Provinz Buenos Aires, der heute Rauch heißt und der Hauptort des Partido Rauch ist.